# Josef Söhngen
Josef Söhngen (Monaco di Baviera, 17 agosto 1894 – 12 marzo 1970) è stato un antifascista tedesco, legato al gruppo di resistenza della Rosa Bianca durante la seconda guerra mondiale.

## Biografia
Josef Söhngen, proprietario dal 1929 della libreria "L. Werner" di Monaco di Baviera, mise a disposizione del gruppo di resistenza della Rosa Bianca la sua cantina come nascondiglio per i loro volantini e il duplicatore. Nel dicembre del 1942 si offrì, per conto di Hans Scholl, di contattare l'antifascista Giovanni Stepanow, residente a Capri, per organizzare un incontro che però non avvenne mai. Il 16 marzo 1943 Söhngen fu interrogato per la prima volta dalla Gestapo, mentre il 13 aprile 1943 ebbe luogo il suo arresto. Nel suo primo interrogatorio ammise solo che Hans Scholl era un suo cliente da due anni e che aveva intrattenuto con lui delle conversazioni sui libri che aveva acquistato.
Il processo contro Josef Söhngen, Harald Dohrn, Manfred Eickemeyer e Wilhelm Geyer si tenne il 13 luglio 1943 a Monaco presso il tribunale distrettuale; Söhngen fu condannato a sei mesi di carcere. Nella medesima giornata, Alexander Schmorell ed il professor Kurt Huber, esponenti principali della Rosa Bianca, furono condannati alla ghigliottina.